# Alexis Nicolás Castro
Alexis Nicolás Castro (Mina Clavero, Córdoba, Argentina; 23 de enero de 1984) es un exfutbolista argentino. Jugaba de centrocampista y disputó 217 encuentros en primera división con diversos clubes. A nivel internacional, formó parte del Al Ain en 2007.

## Trayectoria
Realizó las divisiones inferiores en el Club Atlético y Social Obras Sanitarias de Mina Clavero, hasta que en 2004 jugó para Instituto de Córdoba, donde se mantuvo hasta 2006. En 2007 se trasladó a los Emiratos Árabes Unidos para jugar en Al-Ahli. Ese mismo año regresó a la Argentina para jugar en el Club Atlético Huracán, donde permaneció hasta 2008. Ese año se unió a las filas del Atlético Tucumán, en donde permaneció hasta el año 2009.
Ese año, Castro se unió a las filas del Atlético de Rafaela. En 2011, el equipo logró el ascenso a primera división. Se mantuvo en el club rafaelino por 4 años, hasta que en 2012 logró fichar por Godoy Cruz. En 2014 Newell's Old Boys adquirió el 50% del pase del volante, quien en 2015 fue transferido a  Sarmiento de Junín. En el año 2016 jugó en Aldosivi, para luego regresar a Atlético Rafaela el año siguiente.
Anunció su retiro en mayo de 2021, su último club fue el Club Atlético Brown de San Vicente.

## Estadísticas
- Actualizado al 5 de marzo de 2018.

| Club                            | Div.                | Temporada           | Liga  | Liga  | Copa Nacional | Copa Nacional | Copa Internacional | Copa Internacional | Otros | Otros | Total | Total |
| Club                            | Div.                | Temporada           | Part. | Goles | Part.         | Goles         | Part.              | Goles              | Part. | Goles | Part. | Goles |
| ------------------------------- | ------------------- | ------------------- | ----- | ----- | ------------- | ------------- | ------------------ | ------------------ | ----- | ----- | ----- | ----- |
| Instituto Argentina             | 2.ª                 | 2004-05             | 44    | 4     | -             | -             | -                  | -                  | -     | -     | 44    | 4     |
| Instituto Argentina             | 2.ª                 | 2005-06             | 23    | 2     | -             | -             | -                  | -                  | -     | -     | 23    | 2     |
| Instituto Argentina             | Total               | Total               | 67    | 6     | -             | -             | -                  | -                  | -     | -     | 67    | 6     |
| Al-Ain · Emiratos Árabes Unidos | 1.ª                 | 2006-07             | ?     | ?     | ?             | ?             | ?                  | ?                  | -     | -     | ?     | ?     |
| Al-Ain · Emiratos Árabes Unidos | Total               | Total               | ?     | ?     | -             | -             | -                  | -                  | -     | -     | 41    | 2     |
| Huracán Argentina               | 1.ª                 | 2007-08             | 8     | 0     | -             | -             | -                  | -                  | -     | -     | 8     | 0     |
| Huracán Argentina               | Total               | Total               | 8     | 0     | -             | -             | -                  | -                  | -     | -     | 8     | 0     |
| Atlético Tucumán Argentina      | 2.ª                 | 2008-09             | 20    | 2     | -             | -             | -                  | -                  | -     | -     | 20    | 2     |
| Atlético Tucumán Argentina      | Total               | Total               | 20    | 2     | -             | -             | -                  | -                  | -     | -     | 20    | 2     |
| Atlético de Rafaela Argentina   | 2.ª                 | 2009-10             | 37    | 6     | -             | -             | -                  | -                  | 2     | 0     | 39    | 6     |
| Atlético de Rafaela Argentina   | 2.ª                 | 2010-11             | 34    | 9     | -             | -             | -                  | -                  | -     | -     | 34    | 9     |
| Atlético de Rafaela Argentina   | 1.ª                 | 2011-12             | 37    | 12    | -             | -             | -                  | -                  | -     | -     | 37    | 12    |
| Atlético de Rafaela Argentina   | Total               | Total               | 108   | 27    | -             | -             | -                  | -                  | 2     | 0     | 110   | 27    |
| Godoy Cruz Argentina            | 1.ª                 | 2012-13             | 36    | 5     | 1             | 0             | -                  | -                  | -     | -     | 37    | 5     |
| Godoy Cruz Argentina            | 1.ª                 | 2013-14             | 16    | 0     | -             | -             | -                  | -                  | -     | -     | 16    | 0     |
| Godoy Cruz Argentina            | Total               | Total               | 52    | 5     | 1             | 0             | -                  | -                  | -     | -     | 53    | 5     |
| Newell's Old Boys Argentina     | 1.ª                 | 2013-14             | 16    | 3     | -             | -             | 5                  | 1                  | -     | -     | 21    | 4     |
| Newell's Old Boys Argentina     | 1.ª                 | 2014                | 3     | 0     | 1             | 0             | -                  | -                  | -     | -     | 4     | 0     |
| Newell's Old Boys Argentina     | 1.ª                 | 2015                | 14    | 1     | 1             | 0             | -                  | -                  | -     | -     | 15    | 1     |
| Newell's Old Boys Argentina     | Total               | Total               | 33    | 4     | 2             | 0             | 5                  | 1                  | -     | -     | 40    | 5     |
| Sarmiento (J) Argentina         | 1.ª                 | 2015                | 14    | 0     | -             | -             | -                  | -                  | -     | -     | 14    | 0     |
| Sarmiento (J) Argentina         | Total               | Total               | 14    | 0     | -             | -             | -                  | -                  | -     | -     | 14    | 0     |
| Aldosivi Argentina              | 1.ª                 | 2016                | 13    | 1     | 1             | 0             | -                  | -                  | -     | -     | 14    | 1     |
| Aldosivi Argentina              | 1.ª                 | 2016-17             | 14    | 0     | -             | -             | -                  | -                  | -     | -     | 14    | 0     |
| Aldosivi Argentina              | Total               | Total               | 27    | 1     | 1             | 0             | -                  | -                  | -     | -     | 28    | 1     |
| Atlético de Rafaela Argentina   | 2.ª                 | 2017-18             | 11    | 0     | -             | -             | -                  | -                  | 2     | 2     | 13    | 2     |
| Atlético de Rafaela Argentina   | Total               | Total               | 11    | 0     | -             | -             | -                  | -                  | 2     | 2     | 13    | 2     |
| Total en su carrera             | Total en su carrera | Total en su carrera | 332   | 45    | 4             | 0             | 5                  | 1                  | 4     | 2     | 382   | 49    |

## Palmarés

### Campeonatos nacionales
| Título             | Club                | Sede      | Año     |
| ------------------ | ------------------- | --------- | ------- |
| Primera B Nacional | Instituto           | Argentina | 2003-04 |
| Primera B Nacional | Atlético Tucumán    | Argentina | 2008-09 |
| Primera B Nacional | Atlético de Rafaela | Argentina | 2010-11 |